# Тобулки (Брестская область)
Тобу́лки (бел. Табулкі) — деревня в Пинском районе Брестской области Беларуси. Административный центр Поречского сельсовета. Расположена в 17 км от автодороги Ивацевичи — Пинск — Столин (Р-6) и в 35 км от города Пинск. По переписи населения 2019 года в деревне насчитывалось 328 жителей.

## История
- XVII век — собственность Терлецких. В 1647 году является имением Яроша Терлецкого.

В конце XIX века в деревне действовало народное училище (учитель Б. Шевк-Лейко).
- Март 1943 года — фашисты уничтожили 2 двора, убили 3 жителей.

## Культура
- Музей ГУО «Тобульская средняя школа» Пинского района

## Достопримечательности
- Памятный знак землякам, погибших в борьбе с фашизмом